# Old Warden

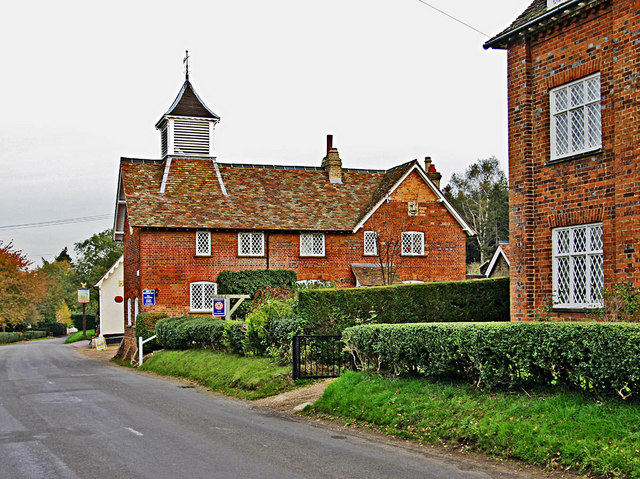
Posto de correio de Old Warden.

Old Warden é uma vila e freguesia no distrito de Central Bedfordshire, no condado de Bedfordshire, Inglaterra, a cerca de 10 km a sudeste da cidade de Bedford.
O censo de 2011 mostra sua população de 328.
A "Shuttleworth Collection", um museu vivo de aviões e veículos motorizados históricos está no "Old Warden Aerodrome".